# Метасоматичні родовища
Метасоматичні родовища (рос. метасоматические месторождения, англ. metasomatic deposits, replacement deposits; нім. metasomatische Lagerstätten f pl, Verdrängungslagerstätten f pl) — поклади корисних копалин, що виникли при метасоматизмі під впливом гарячих мінеральних водних розчинів, що циркулюють на глибині. При цьому формування відбувається двома способами.
Мінеральні води розчиняють речовину гірських порід з одночасним відкладенням на місці агрегатів нових мінералів, які випадають з розчинів. Розчини вступають у реакцію з речовиною гірських порід, формуючи мінеральні поклади, що виникають внаслідок обмінних хімічних реакцій.
Серед метасоматичних родовища руд міді, молібдену, урану, цинку, свинцю, вольфраму.